# Dalny Las
Dalny Las – wieś w Polsce położona w województwie podlaskim, w powiecie augustowskim, w gminie Płaska.
W latach 1975–1998 miejscowość administracyjnie należała do województwa suwalskiego.
Miejscowość położona jest na obszarze Puszczy Augustowskiej. Zajmuje powierzchnię ok. 272 hektarów (w tym ok. 30 ha należy do nadleśnictwa Szczebra).
Powstała ona w miejsce ostępu Dalny Las w pierwszej połowie XIX wieku. W 1901 roku posiadała 30 zagród z 316 mieszkańcami. Była też w przeszłości jednozagrodową osadą z 8 osobami. Wykaz wymienia także niezamieszkaną, jednozagrodową osadę leśną. Należała do gminy Szczebro-Olszanka i do parafii Studzieniczna.
Wykazy WUS z 1997 roku podają 47 budynków mieszkalnych z 216 mieszkańcami, jednak na początku 2006 roku liczba mieszkańców zmalała do 187 osób.